# Partito Socialdemocratico (Estonia)
Il Partito Socialdemocratico (in estone Sotsiaaldemokraatlik Erakond, SDE) è un partito politico estone di orientamento socialdemocratico costituitosi nel 2004.
Il suo precursore è stato il Partito Popolare Moderato (Rahvaerakond Mõõdukad), nato nel 1999 dalla confluenza tra due distinti soggetti politici:
- i Moderati (Mõõdukad), affermatisi nel 1992 come coalizione e nel 1996 come partito in seguito alla fusione tra:
  - Partito Socialdemocratico Estone (Eesti Sotsiaaldemokraatlik Partei - ESDP), fondato nel 1990;
  - Partito Rurale di Centro Estone (Eesti Maa-Keskerakond);

- il Partito Popolare (Rahvaerakond), nato nel 1998 aggregando:
  - il Partito Popolare dei Repubblicani e dei Conservatori (Vabariiklaste ja Konservatiivide Rahvaerakond);
  - il Partito dei Contadini Estoni (Eesti Talurahva Erakond).

## Storia

### 1990-2004
Il Partito Socialdemocratico Estone fu fondato durante il periodo della perestroika dalla fusione di una serie di movimenti: il Partito Democratico del Lavoro Estone, il Partito Socialdemocratico Estone per l'Indipendenza, il Partito Socialdemocratico Russo d'Estonia e l'Associazione Estera del Partito Socialista Estone.
In occasione delle elezioni parlamentari del 1992 si presenta insieme al Partito di Centro Rurale Estone dando luogo allUnione Elettorale Moderati, che ottiene il 9,7%; l'alleanza viene riproposta alle parlamentari del 1995, quando i Moderati ottengono il 6%. Nel 1996 i due partiti confluiscono definitivamente nel nuovo soggetto politico.   
Alle elezioni parlamentari del 1999 i Moderati ed il Partito Popolare si presentano congiuntamente, ottenendo il 15,2% dei voti; entrambe le forze politiche entrano a far parte del governo di Mart Laar, leader dell'Unione della Patria. Successivamente, nel novembre del 1999, i due partiti confluiscono definitivamente in un unico soggetto, il Partito Popolare Moderato.
Alle elezioni parlamentari del 2003 la nuova formazione politica ottiene il 7% dei voti.
Nel febbraio del 2004 il partito assunse l'attuale denominazione di Partito Socialdemocratico.

### 2004-oggi
Alle elezioni europee del 2004 il Partito Socialdemocratico si attesta come la prima forza politica del Paese, col 36,8% dei voti.
Nel 2006 Toomas Hendrik Ilves, sostenuto dai socialdemocratici, viene eletto Presidente della Repubblica.
Alle elezioni parlamentari del 2007, lo SDE ottiene il 10,6% dei voti ed entra a far parte del governo insieme ai liberali del Partito Riformatore Estone ed ai conservatori dell'Unione Patria e Res Publica.

## Presidenti

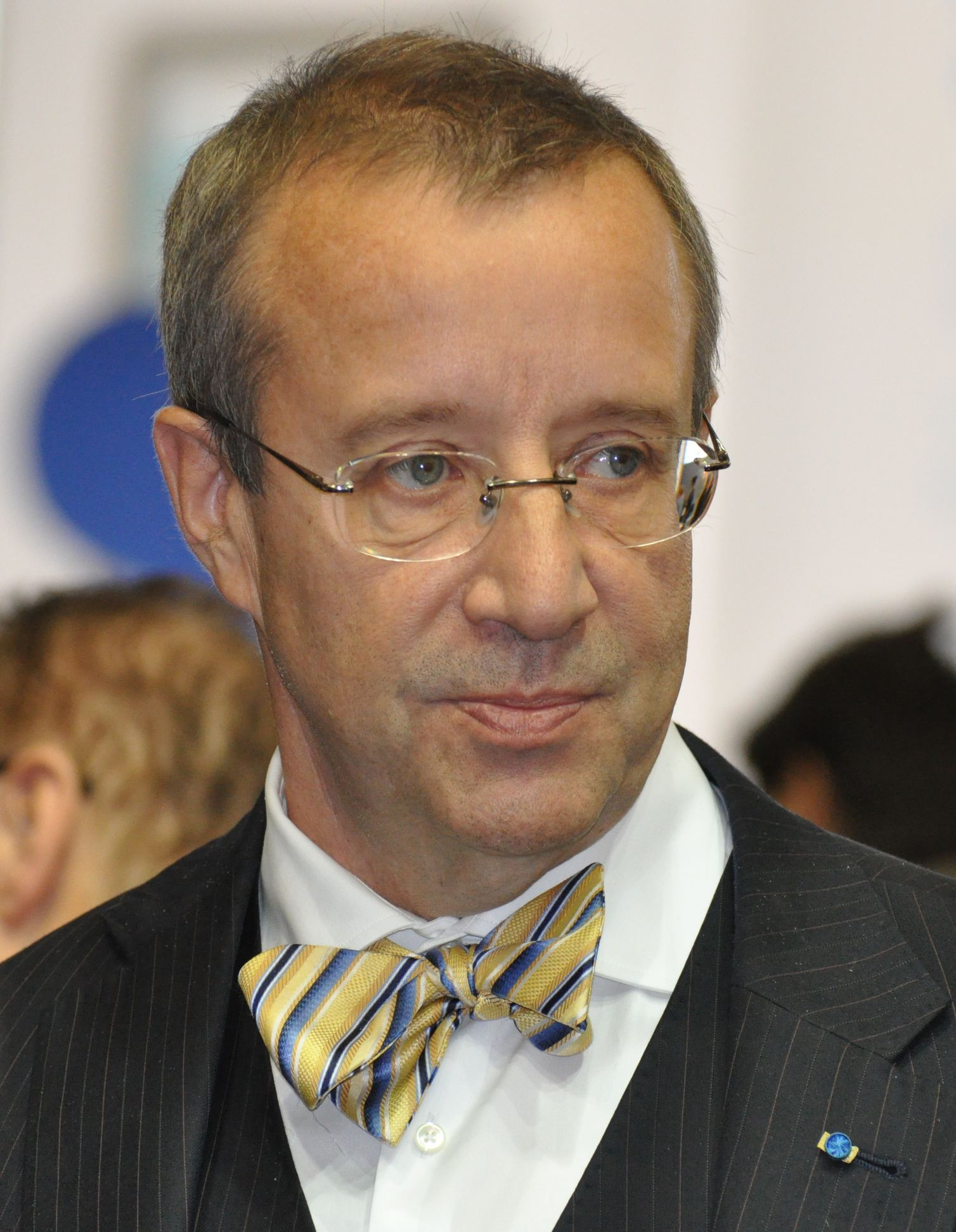
Toomas Hendrik Ilves, ex presidente del partito e presidente dell'Estonia (2006-2016)

- Marju Lauristin (1990–1995)
- Eiki Nestor (1995–1996)
- Andrés Tarand (1996–2001)
- Toomas Hendrik Ilves (2001–2002)
- Ivari Padar (2002–2009)
- Juri Pihl (2009–2010)
- Sven Mikser (2010–2015)
- Jevgeni Ossinovski (2015–2019)
- Indrek Saar (2019–2022)
- Lauri Läänemets (dal 2022)

## Risultati elettorali
| Elezione          | Voti   | %     | Seggi    | Posizione               |
| ----------------- | ------ | ----- | -------- | ----------------------- |
| Parlamentari 1992 | 44.577 | 9,73  | 12 / 101 | Maggioranza             |
| Parlamentari 1995 | 32.381 | 5,99  | 6 / 101  | Opposizione             |
| Parlamentari 1999 | 73.630 | 15,21 | 17 / 101 | Maggioranza             |
| Parlamentari 2003 | 34.837 | 7,04  | 6 / 101  | Opposizione             |
| Parlamentari 2007 | 58.363 | 10,61 | 10 / 101 | Maggioranza Opposizione |
| Parlamentari 2011 | 98.307 | 17,09 | 19 / 101 | Opposizione Maggioranza |
| Parlamentari 2015 | 87.190 | 15,19 | 15 / 101 | Maggioranza             |
| Parlamentari 2019 | 55.175 | 9,83  | 10 / 101 | Opposizione Maggioranza |
| Parlamentari 2023 | 56 578 | 9,27  | 9 / 101  | Maggioranza Opposizione |

| Elezione     | Voti   | %     | Seggi |
| ------------ | ------ | ----- | ----- |
| Europee 2004 | 85.429 | 36,79 | 3 / 6 |
| Europee 2009 | 34.508 | 8,69  | 1 / 6 |
| Europee 2014 | 44.550 | 13,56 | 1 / 6 |
| Europee 2019 | 77.384 | 23,3  | 2 / 6 |